# Senecaville
Le village américain de Senecaville est situé dans le comté de Guernsey, dans l’Ohio. Lors du recensement de 2010, il comptait 457 habitants.